# Салимзянов, Дамир Халимович
Дамир Халимович Салимзянов (род. 29 декабря 1968, Глазов, Удмуртская АССР, РСФСР, СССР) — российский театральный режиссёр, актёр, художник, драматург, педагог. Главный режиссёр МУК «Глазовский драматический театр „Парафраз“», Заслуженный артист Удмуртской Республики, Заслуженный деятель искусств Удмуртской Республики (2015). Первый обладатель премии имени Владимира Рубанова (2015).

## Биография
Родился 29 декабря 1968 года в г. Глазов Удмуртской АССР. 
Вся трудовая деятельность Дамира Салимзянова посвящена искусству, театру и сцене. Свои первые роли он сыграл, ещё будучи школьником.
С июня по август 1987 года служил в рядах Советской Армии в г. Плавск Тульской области. С 1987 года — художник в Глазовском кинотеатре «Свобода». С 1988 года — методист по работе с детьми парка культуры и отдыха «Заречный» (г. Глазов). С 1988 года — техник Глазовского городского Дома культуры. С 1989 года — культорганизатор театра-студии Дома Культуры «Россия» (г. Глазов) объединённого завкома № 17. 
В 1995 году окончил Высшее театральное училище им. Бориса Щукина по специальности «режиссура драмы».
С 1989 года — актёр театра-студии «Парафраз» Глазовского городского Дома культуры. 
С 1997 года — режиссёр Детско-юношеского театрального творческого Центра «На набережной» в г. Москва. С 2000 года — педагог дополнительного образования Центра детского творчества «На Вадковском» в г. Москва
Преподавал в Московском институте открытого образования и театральных курсов «Пролог».
С 2004 года — главный режиссёр МУК «Глазовский драматический театр „Парафраз“»
Поставил более 100 спектаклей в разных российских театрах, из них более 50 в театре «Парафраз», более чем в 40 из поставленных был художником-постановщиком и автором сценографии.